# Chișlaz
Chișlaz é uma comuna romena localizada no distrito de Bihor, na região histórica da Crișana (parte da Transilvânia). A comuna possui uma área de 72.05 km² e sua população era de 3296 habitantes segundo o censo de 2007.